# Bustos (Filipinas)
Bustos es un municipio filipino perteneciente a la provincia de Bulacán, en la región de Luzón Central.

## Geografía
Se encuentra en la ribera del río Quingua.

## Historia
Hacia comienzos del siglo XX, el lugar, ya por entonces perteneciente a la provincia de Bulacán, tenía contabilizada una población de 7025 habitantes. En 2020, el municipio de Bustos tenía censados 77 199 habitantes.